# Словенське домобранство

Прапор словенського домобранства

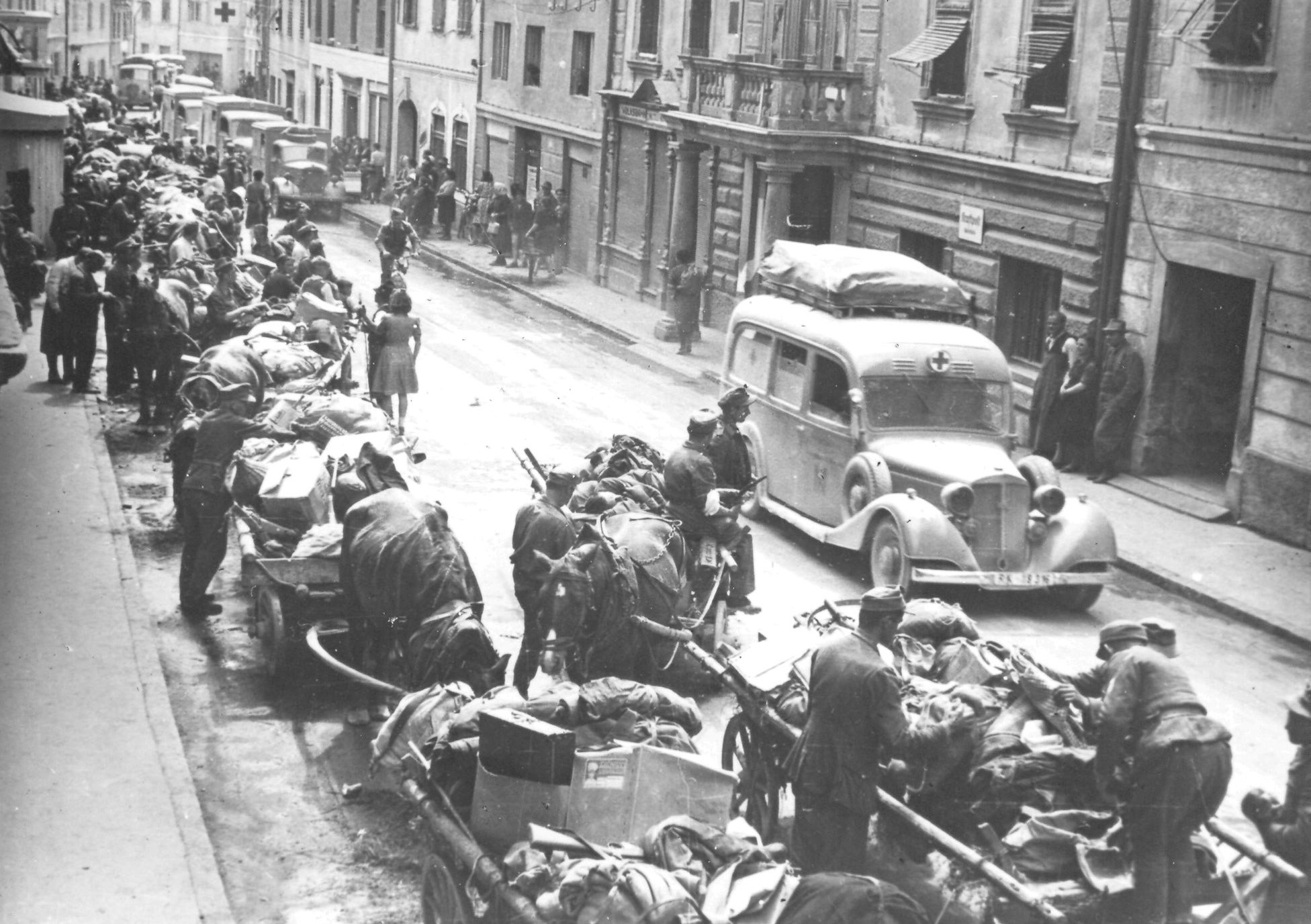
Члени Словенського домобранства разом з німцями відступають через місто Тржич

Словенське домобранство (словен. Slovensko domobranstvo, SD; нім. Slowenische Landeswehr) — словенська антикомуністична поліційна напіввійськова організація, призначена для боротьби з партизанами Визвольного фронту (словен. Osvobodilna Fronta), що діяла під час німецької окупації в 1943—1945 роках у Провінції Любляна, раніше окупованій фашистською Італією.
 До її складу ввійшли колишні «Сільські дозори» (словен. Vaške straže, італ. Guardia Civica)  і частина створеної за підтримки Італії Антикомуністичної добровольчої міліції, реорганізована під нацистським командуванням після перемир'я між Італією та збройними силами союзників. 
Було тісно пов'язане зі словенськими правими антикомуністичними політичними партіями та організаціями, які й забезпечили йому більшу частину його членів. У Словенському Примор'ї існував подібний, але набагато менший підрозділ під назвою «Словенський національний корпус оборони» (словен. Slovensko narodno varnostni zbor, нім. Slowenisches Nationales Schutzkorps), більш відомий як «Приморське домобранство» (словен. Primorsko domobranstvo), який був ідеологічно та організаційно пов'язаний зі Словенським домобранством. У Верхній Крайні у 1944 та 1945 рр. діяла ще менша т. зв. «Самооборона Верхньої Крайни» (словен. Gorenjska samozaščita, нім. Oberkrainer Landschutz), також відома як «Домобранство Верхньої Крайни» (словен. Gorenjsko domobranstvo). Усі три «домобранства» формувалися майже виключно з етнічних словенців. У період найбільшого розмаху їхня чисельність становила близько 21000 чоловіків, з них 15000 у Провінції Любляна, 3500 у Юлійській Крайні та 2500 у Верхній Крайні. Всі офіцери та мова команд були словенськими.
Після закінчення війни, коли переможні війська Тіто мстилися своїм справжнім і гаданим ворогам, відправленим британською військовою адміністрацією назад у Югославію з каринтійських таборів для біженців, більшість була вбита Югославською Армією у ході розстрілів без суду і слідства і похована у прихованих братських могилах у Словенії, про які вперше публічно заговорили словенські письменники Едвард Кокбек і Борис Пахор у 1975 р.